# 亞斯特魯比內
51°8′30″N 34°38′11″E / 51.14167°N 34.63639°E
亞斯特魯比內（烏克蘭語：Яструбине）是位於烏克蘭東北部的村莊，由蘇梅州蘇梅區的米科萊夫卡村級市鎮負責管轄。該村處於克雷哈河畔，始建於十七世紀，海拔高度166米，2001年人口1,165。